# Karoline Knotten
Karoline Offigstad Knotten (Tromsø, 6 de enero de 1995) es una deportista noruega que compite en biatlón.
Ganó dos medallas de plata en el Campeonato Mundial de Biatlón, en los años 2024 y 2025. Participó en los Juegos Olímpicos de Pekín 2022, ocupando el cuarto lugar en el relevo femenino.

## Palmarés internacional
| Campeonato Mundial | Campeonato Mundial           | Campeonato Mundial | Campeonato Mundial |
| Año                | Lugar                        | Medalla            | Prueba             |
| ------------------ | ---------------------------- | ------------------ | ------------------ |
| 2024               | Nové Město (República Checa) | Medalla de plata   | Relevo mixto       |
| 2025               | Lenzerheide (Suiza)          | Medalla de plata   | Relevo             |